# Jeff Blauser
Jeffrey Michael Blauser (Los Gatos, California, 8 de noviembre de 1965), más conocido como Jeff Blauser, es un exjugador profesional estadounidense de béisbol que se desempeñó en la posición de campocorto en las Grandes Ligas de Béisbol (MLB). Logró obtener un Bate de Plata.

## Carrera
Blauser jugó como profesional once temporadas en Atlanta Braves (1987-1997), después pasó a Chicago Cubs, donde jugó dos temporadas (1998-1999), y fue el equipo en el que se retiró.

## Premios
Fue galardonado con el Bate de Plata en una oportunidad (1997).